# Syfy (América Latina)
Syfy foi um canal de televisão disponível na América Latina, voltado a exibição de filmes e séries de terror, ficção científica e fantasia, sendo a versão regional do canal homônimo estadunidense. Foi lançado como Sci Fi Channel em 1º de abril de 2007. Encerrou suas operações em 30 de setembro de 2023, sendo substituído pela USA Network.

## História
O Sci Fi Channel foi lançado para a América Latina em 1º de abril de 2007, sendo a versão regional do canal estadunidense Sci Fi, exibindo alguns filmes e séries já consagrados pelo país. Inicialmente, a operação do canal era conduzida pela Fox International Channels em parceria com a NBCUniversal, e ele era transmitido com um único sinal para toda a América Latina, oferecendo áudio em português e espanhol. Um projeto de lançamento do Sci-fi no Brasil foi ventilado no final da década de 1990, mas descartado após pesquisas de mercado.
A partir do dia 10 de outubro de 2010 o canal passou a se chamar oficialmente Syfy, seguindo a nomenclatura da matriz americana. Na ocasião, entrou também no ar uma nova programação, com as novas temporadas de séries consagradas e algumas novidades.
No ano de 2012, a NBCUniversal e a Globosat ampliaram sua parceria no Brasil. Inicialmente focada apenas no Universal Channel, essa parceria passou a abranger também as operações brasileiras do Syfy e do Studio Universal, que passaram a ser administrados e distribuídos pela Globosat.
A partir de 2015, as operações dos canais da NBCUniversal na América Latina, excluindo o Brasil, passaram a ser compartilhadas com a Ole Communications por meio da HBO Latin America Group, da qual a Ole Communications era coproprietária.
Em 1º de setembro de 2023, a NBCUniversal anunciou uma significativa mudança para o canal, que seria renomeado como USA Network. O relançamento foi efetivado em 1º de outubro.